# Świętopełk Przemyślida
Świętopełk (zm. 21 września 1109) – książę Czech z ołomunieckiej linii dynastii Przemyślidów. Panował w latach 1107–1109.
Świętopełk był starszym synem Ottona I Pięknego, księcia ołomunieckiego, i jego żony Eufemii. Jego wujem był król Wratysław II. W 1103 roku, wspólnie z księciem Borzywojem II, uczestniczył w wyprawie na Polskę. W 1105 podjął nieudaną próbę obalenia Borzywoja II. W 1107 roku, dzięki wyprawie Bolesława Krzywoustego i króla węgierskiego Kolomana przeciw Czechom, Świętopełk został osadzony na stolcu praskim 14 maja 1107.
W 1108 roku książę czeski uczestniczył w niemiecko-czeskim najeździe na Węgry, co spowodowało najazd ze strony Bolesława Krzywoustego na Czechy. Polska wyprawa na Czechy była także związana z brakiem wypełnienia przez Świętopełka układu, w którym zobowiązywał się do zwrotu przez Czechów, zagarniętych grodów na Śląsku (m.in. Racibórz, Kamieniec, Koźle). Próba zdetronizowania go przez polskiego księcia i osadzeniu na jego miejscu Borzywoja II nie doszła do skutku. W 1109 roku pomagał królowi niemieckiemu Henrykowi V w walkach z Polską.
Z nieznaną z imienia żoną miał syna Wacława Henryka.
Z jego rozkazu doszło do ostatecznej rozprawy z możnowładczym rodem Wrszowców. W akcie zemsty został przez nich zamordowany.